# FIA GT 2005
FIA GT 2005 kördes över 11 omgångar.

## GT1

### Delsegrare
| Bana         | Vinnare                                         | Märke        |
| ------------ | ----------------------------------------------- | ------------ |
| Monza        | Pedro Lamy Gabriele Gardel                      | Ferrari      |
| Magny-Cours  | Karl Wendlinger Andrea Bertolini                | Maserati     |
| Silverstone  | Pedro Lamy Peter Kox                            | Aston Martin |
| Imola        | Mike Hezemans Bert Longin Anthony Kumpen        | Chevrolet    |
| Brno         | Pedro Lamy Gabriele Gardel                      | Ferrari      |
| Spa          | Michael Bartels Timo Scheider Eric van de Poele | Maserati     |
| Oschersleben | Thomas Biagi Fabio Babini                       | Maserati     |
| Istanbul     | Michael Bartels Timo Scheider                   | Maserati     |
| Zhuhai       | Mike Hezemans Bert Longin Anthony Kumpen        | Chevrolet    |
| Dubai        | Pedro Lamy Gabriele Gardel                      | Ferrari      |
| Sakhir       | Christophe Bouchut Antonio García               | Aston Martin |

### Slutställning
| Plats | Förare                                   | Märke                | Poäng |
| ----- | ---------------------------------------- | -------------------- | ----- |
| 1     | Gabriele Gardel                          | Ferrari              | 75    |
| 2     | Michael Bartels Timo Scheider            | Maserati             | 74    |
| 3     | Karl Wendlinger Andrea Bertolini         | Maserati             | 71    |
| 4     | Thomas Biagi Fabio Babini                | Maserati             | 63    |
| 5     | Pedro Lamy                               | Ferrari Aston Martin | 60    |
| 6     | Mike Hezemans Bert Longin Anthony Kumpen | Chevrolet            | 52    |

## GT2

### Delsegrare
| Bana         | Vinnare                                | Märke   |
| ------------ | -------------------------------------- | ------- |
| Monza        | Mike Rockenfeller Marc Lieb            | Porsche |
| Magny-Cours  | Emmanuel Collard Tim Sudgen            | Porsche |
| Silverstone  | Mike Rockenfeller Marc Lieb            | Porsche |
| Imola        | Mike Rockenfeller Marc Lieb            | Porsche |
| Brno         | Mike Rockenfeller Marc Lieb            | Porsche |
| Spa          | Mike Rockenfeller Marc Lieb Lucas Luhr | Porsche |
| Oschersleben | Emmanuel Collard Tim Sudgen            | Porsche |
| Istanbul     | Emmanuel Collard Tim Sudgen            | Porsche |
| Zhuhai       | Mike Rockenfeller Marc Lieb            | Porsche |
| Dubai        | Emmanuel Collard Tim Sudgen            | Porsche |
| Sakhir       | Mike Rockenfeller Marc Lieb            | Porsche |

### Slutställning
| Plats | Förare                      | Märke   | Poäng |
| ----- | --------------------------- | ------- | ----- |
| 1     | Mike Rockenfeller Marc Lieb | Porsche | 102   |
| 2     | Emmanuel Collard Tim Sudgen | Porsche | 78    |
| 3     | Luigi Moccia                | Porsche | 55    |